# TNK工業
TNK工業株式会社（ティーエヌケーこうぎょう、TNK Industry Co.,Ltd. ）は、大阪府大阪市北区に本社を置くオートバイ用の部品・オートバイ用品の製造および販売をおこなう企業である。

## 会社概要
「SPEEDPIT（スピードピット）」の自社ブランドにて、オートバイ用のヘルメットやミラー、グリップ、車両盗難防止用のU字ロックなどを製造販売している。
以前はホームセンターで販売されることが多かったが、近年ではバイク用品店でも扱われている。
過去には角度調整機能を備えた「ナンバープレートステー」を製造販売をしていたが、2008年12月に道路交通法違反幇助の容疑で家宅捜索および書類送検などを受け、2009年以降は同製品の取り扱いを中止している。